# Kōta Shinohara
Kōta Shinohara (jap. 篠原 恒太, Shinohara Kōta; * 28. März 1984 in Kushiro) ist ein japanischer Eishockeyspieler, der seit 2012 bei den Tōhoku Free Blades aus der Asia League Ice Hockey unter Vertrag steht.

## Karriere
Kōta Shinohara begann mit dem Eishockey bei den Nikkō IceBucks, bei denen er 2005 in der Japan Ice Hockey League debütierte. Seit 2016 spielt er mit den Ōji Eagles in der Asia League Ice Hockey. Nachdem er die Saison 2011/12 bei High1 in Südkorea verbrachte, spielt er seit 2012 bei den Nikkō IceBucks, mit denen er 2013 und 2015 die Asia League Ice Hockey gewann.

### International
Für die japanische Nationalmannschaft spielte Shinohara, der im Juniorenalter nie international eingesetzt wurde, erstmals im Alter von 35 Jahren bei der Weltmeisterschaft 2019 in der Division I.

## Erfolge und Auszeichnungen
- 2013 Gewinn der Asia League Ice Hockey mit den Nikkō IceBucks
- 2015 Gewinn der Asia League Ice Hockey mit den Nikkō IceBucks

## Asia-League-Statistik
(Stand: Ende der Saison 2019/20)